# 58e armée (Japon)
Pour l’article homonyme, voir 58e armée (Russie).
La 58e armée (第58軍, Dai-go-jū-hachi gun) est une unité de l'armée impériale japonaise basée sur l'île coréenne de Jeju-do à la toute fin de la Seconde Guerre mondiale.

## Histoire
La 58e armée est créée le 7 avril 1945 et placée sous le contrôle de la 17e armée régionale dans le cadre des tentatives désespérées du Japon d'empêcher une invasion américaine de l'île de Jeju-do (appelée « Saishuto » par les Japonais) durant l'opération Downfall. Elle est principalement composée de réservistes sous-entraînés, d'étudiants conscrits, et de miliciens locaux des corps combattants des citoyens patriotiques. Elle est dissoute au moment de la reddition du Japon le 15 août 1945 sans avoir combattu.

## Commandement

### Commandants
|   | Nom                                  | De           | À            |
| - | ------------------------------------ | ------------ | ------------ |
| 1 | Lieutenant-général Sadashige Nagatsu | 7 avril 1945 | 15 août 1945 |

### Chef d'État-major
|   | Nom                          | De           | À                  |
| - | ---------------------------- | ------------ | ------------------ |
| 1 | Major-général Yoshihide Kato | 6 avril 1945 | 19 août 1945       |
| 2 | Major-général Hisashi Kisaki | 19 août 1945 | 1er septembre 1945 |